# Gornji Petrovci
Gornji Petrovci là một khu tự quản (tiếng Slovenia: občine, số ít – občina) trong vùng Pomurska của Slovenia. Gornji Petrovci có diện tích 66.8 km2, dân số là theo điều tra ngày 31 tháng 3 năm 2002 là 2217 người. Thủ phủ khu tự quản Gornji Petrovci đóng tại Gornji Petrovci.